# Karine (Einheit)
Die Karine war ein preußisches Volumenmaß für Kohle, besonders für Holzkohle. Mit Karine wurde ein Maßgefäß bezeichnet. Diesen Tragekorb nannte man in der Neumark so.
- 1 Karine = 7 ½ Scheffel = 13 1/3 Kubikfuß etwa 1,874 Tonnen